# Утида, Мицуко
Дама Мицуко Утида (яп. 内田光子, англ. Mitsuko Uchida — Мицуко Учида; род. 20 декабря 1948 года, Атами) — британская пианистка японского происхождения.

## Биография и карьера
Училась игре на фортепиано с раннего детства. В 12-летнем возрасте вместе с родителями переехала в Вену, куда её отец был назначен послом. Училась в Венской музыкальной академии у Рихарда Хаузера, а затем у Вильгельма Кемпфа и Штефана Ашкеназе. Когда её отец по окончании срока службы вернулся в Японию, Мицуко осталась в Вене и продолжила учёбу, занималась у Марии Курчо. С первым концертом выступила в Венском музыкальном обществе, когда ей исполнилось четырнадцать.
В 1968 участвовала в конкурсе имени королевы Елизаветы в Брюсселе (10-е место). В 1969 завоевала первую премию на Бетховенском конкурсе в Вене, в 1970 стала второй на Международном конкурсе пианистов в Варшаве, в 1975 получила вторую премию на Международном конкурсе пианистов в Лидсе.
В 1983 г. была членом жюри конкурса имени королевы Елизаветы (Брюссель).
Международное признание получили её концерты, на которых были исполнены все сонаты и все (21) фортепианные концерты Моцарта.
В 1998 стала первой женщиной — директором Музыкального фестиваля Охаи в Калифорнии.
В 2002—2007 была приглашённым артистом Кливлендского оркестра. Дирижировала Английским камерным оркестром, оставаясь за роялем. В 2010 — приглашённый артист Берлинского филармонического оркестра. Художественный руководитель — вместе с пианистом Ричардом Гудом — Музыкальной школы и фестиваля в Марлборо (штат Вермонт). Входит в Фонд Борлетти-Буитони, поддерживающий молодых музыкантов разных стран мира.
Получила британское гражданство, живёт в Лондоне.

### Семья
Отец — Фукито Утида, дипломат; мать — Тасуко Утида.
Муж — Роберт Купер, дипломат, советник Европейской службы внешнеполитической деятельности в Брюсселе.

## Репертуар
Основная часть репертуара пианистки — сочинения Моцарта, Бетховена, Шуберта, Шумана, Шопена, Дебюсси, Берга, Шёнберга и Веберна. Исполнила и записала все фортепианные сонаты Моцарта (премия Граммофон, 1989). Её исполнение фортепианного концерта Шёнберга с Кливлендским оркестром под управлением Пьера Булеза также получило премию Граммофон (2001). Премиями было отмечено её исполнение всех фортепианных концертов Бетховена (с оркестром под управлением Курта Зандерлинга), поздних бетховенских сонат, фортепианного цикла Шуберта, Этюдов Дебюсси. В ансамбле с ней выступали Кристиан Тецлафф, Кири Те Канава, Фелисити Лотт, Йен Бостридж, Марина Пиччинини.

## Признание
- Премия Музыкального фонда Сантори (Токио, 1986)
- Почётный[4] командор Ордена Британской империи (2001)
- действительный командор Ордена Британской империи (2009)
- Инструменталист года по оценке BBC Music Magazine в апреле 2008
- Доктор музыки Оксфордского университета (2009).
- премия Грэмми (15.2.2011) в номинации «лучший инструментальный солист с оркестром» — за исполнение с Кливлендским оркестром 23-го и 24-го концертов Моцарта[5]
- Золотая медаль Британского Королевского филармонического общества (2013)[6].
- Императорская премия (2015)
- Введена в Зал славы журнала Gramophone [7].